# Operation Logic Bomb
 (août 2015).
Operation Logic Bomb: The Ultimate Search and Destroy, plus connu au Japon sous le nom Ikari no Yōsai (怒りの要塞),  est un jeu vidéo de type run and gun futuriste en 2D isométrique développé et édité par Jaleco en 1993 sur Super Nintendo.

## Synopsis
Une expérience dans un laboratoire top-secret, le Subspace Particle Transfer Project Facility, tourne mal. Une armée de monstres et de robots provenant d'une réalité virtuelle s'emparent du laboratoire. Hiro (Logan), un soldat bionique, a pour mission de sauver les scientifiques du laboratoire et de trouver l'origine de l'incident.

## Système de jeu
Le laboratoire est un labyrinthe en 10 niveaux. Les armes de bases sont un fusil d'assaut et une mitraillette.